# 三庄镇 (泗阳县)
三庄镇，原为三庄乡，是中华人民共和国江苏省宿迁市泗阳县下辖的一个乡镇级行政单位。2020年7月，撤乡设镇。以原三庄乡的行政区域和原众兴镇的孙李、凌城、民主、史集、双渡、程道、姜桥、红星、滚坝9个居委会区域为三庄镇行政区域。

## 行政区划
三庄镇下辖以下地区：
孙李社区、滚坝社区、凌城社区、双渡社区、史集社区、民主社区、程道社区、姜桥社区、红星社区、团结社区、邵道社区、槐树村、夫庙村、杨圩村、江渡村、费渡村、王口村、尤圩村、梨园村、黄徐村、嵇集村和毕滩村。